# Llista de reis sumeris
La Llista de reis sumeris és un document excepcional deixat pels escribes sumeris, escrit en sumeri, i reflecteix els successius reis hegemònics. Els primers reis són dubtosos i els seus períodes impossibles, però després es van acostant més a la història basada en múltiples fonts, encara que s'ometen dinasties, i d'altres es donen com a successives quan eren contemporànies. Els reis d'Assíria i els de Babilònia també tingueren aquest tipus de llistes. El primer esmentat que ha estat identificat per inscripcions és Mebaragesi de Kix, contemporani de Guilgameix.
Aquesta llista presenta la història del país com una successió de dinasties que, instal·lades a ciutats diferents, van estenent el seu domini sobre les altres i sobre tot el país de Sumer. Aquesta llista no és exacta històricament, encara que ho és políticament, ja que destaca les tendències dels reis sota els que es va compondre. Els autors van ometre en aquesta llista a la dinastía de Lagaix, que va governar Sumer i es podria situar entre la Segona dinastia de Kish i la Segona dinastia d'Uruk. Ur-Nanxe va ocupar cap a l'any 2520 aC el tron de Lagaix, i la ciutat dominava el territori de Sumer. Hauria estat el primer rei de la dinastia de Lagaix, continuada per diversos reis que van expandir el seu domini. Eannatum I (cap al 2470 aC a 2430 aC) va ser el més important d'aquesta dinastia. Els seus successors poc a poc van perdre territoris, van aparèixer usurpadors i els elamites van envair el país de Lagaix. La seva força va desaparèixer. Es creu que aquests reis no van ser inclosos a la llista degut a les hostilitats constants entre Lagaix i els regnes d'e Kix, Ur i Uruk.

## Protodinàstic I, Reis d'abans del diluvi, llegendaris
«Després que el rei baixés del cel, la reialesa era a Èridu. A Èridu, Alulim va ser rei i governà 28.800 anys.»

## Eridu
- Alulim d'Eridug: 28801 anys
- Alalgar d'Eridug: 36000 anys
- En-Men-Lu-Ana de Badtibira: 43200 anys
- En-Men-Gal-Ana de Badtibira: 28800 anys
- Dumuzid de Badtibira: 36000 anys
- En-Sipad-Zid-Ana de Larak: 28800 anys
- En-Men-Dur-Ana de Zimbir: 21000 anys
- Ubara-Tutu de Shuruppak 18600 anys

## Proto dinàstic II, reis mitològics
"Després del diluvi que s'ho va emportar tot, la reialesa va descendir del cel i va passar a Kix"

## Primera Dinastia de Kish
- Jushur de Kish: 1200 anys
- Kullassina-bel de Kish: 960 anys
- Nangishlishma de Kish: 670 anys
- En-Tarah-Ana de Kish: 420 anys
- Babum de Kish: 300 anys
- Puannum de Kish: 840 anys
- Kalibum de Kish: 960 anys
- Kalumum de Kish: 840 anys
- Zuqaqip de Kish: 900 anys
- Atab de Kish: 600 anys
- Mashda de Kish: 840 anys
- Arwium de Kish: 720 anys
- Etana de Kish: 1500 anys
- Balih de Kish: 400 anys
- En-Me-Nuna de Kish: 660 anys
- Melem-Kish de Kish: 900 anys
- Barsal-Nuna de Kish: 1200 anys
- Zamug de Kish: 140 anys
- Tizqar de Kish: 305 anys
- Ilku de Kish: 900 anys
- Iltasadum de Kish: 1200 anys
- En-Men-Barage-Si de Kish, que va conquerir Elam: 900 anys
- Aga de Kish: 625 anys

"Llavors Kish va ser derrotat i la reialesa va passar a Eana (Uruk)"

## Primera dinastia d'Uruk
- Mesh-ki-ang-gasher d'E-ana, fill d'Utu: 324 anys (Mesh-ki-ang-gasher va anar al mar i va desaparèixer)
- Enmerkar, que va fundar Unug: 420 anys
- Lugalbanda d'Unug: 1200 anys
- Dumuzid d'Unug, el pescador: 100 anys. Va capturar a En-Me-Barage-Si de Kish.
- Gilgamesh, el seu pare va ser un fantasma, senyor de Kulaba: 126 anys.
- Ur-Nungal d'Unug: Trenta anys
- Udul-Kalama d'Unug: Quinze anys
- La-Ba'shum d'Unug: Nou anys
- En-Nun-Tarah-Ana d'Unug: 8 anys
- Mesh-He d'Unug: 36 anys
- Melem-Ana d'Unug: Sis anys
- Lugal-Kitun d'Unug: 36 anys

(Altres sobirans coneguts per inscripcions no consten a les llistes de Reis).
"Llavors Unug (Uruk) va ser derrotat i la reialesa va passar a Urim (Ur)"

## Primera dinastia d'Urcap al2500 aC.
- Mesh-Ane-Pada d'Urim: 80 anys
- Mesh-Ki-Ang-Nanna d'Urim: 36 anys
- Elulu d'Urim: Vint-i-cinc anys
- Balulu d'Urim: 36 anys

"Llavors Urim (Ur) va ser derrotada i la reialesa va passar a Awan".

## Proto dinàstic III
- Tres reis d'Awan, que van governar un total de 356 anys

"Llavors Awan va ser derrotada i la reialesa va passar a Kix".

## Segona dinastia de Kish
- Susuda de Kish: 201 anys
- Dadasig de Kish: 81 anys
- Mamagal de Kish: 360 anys
- Kalbum de Kish: 195 anys
- Tuge de Kish: 360 anys
- Men-Nuna de Kish: 180 anys
- ? de Kish: 290 anys (Enbi_Ishtar?)
- Lugalngu de Kish: 360 anys

"Llavors Kish va ser derrotada i la reialesa va passar a Hamazi".

## Dinastia d'Hamazi
- Hadanish d'Hamazi: 360 anys

"Llavors Hamazi va ser derrotada i la reialesa va passar a Unug (Uruk)".

## Segona dinastia d'Uruk
(La primera Dinastia de Lagash és coneguda per les inscripcions però no s'esmenta pas a la llista de reis)
- En-Xakanxa-Ana d'Unug: 60 anys
- Lugal-Ure (or Lugal-kinixe-dudu) d'Unug: 120 anys
- Argandea d'Unug: Set anys

"Llavors Unug (Uruk) va ser derrotada i la reialesa va passar a Urim (Ur)".

## Segona dinastia d'Ur
- Nani d'Urim: Cent vint anys
- Mesh-Ki-Ang-Nanna d'Urim: Quaranta-vuit anys
- ? d'Urim: Dos anys

"Llavors Urim (Ur) va ser derrotada i la reialesa va passar a Adab".

## Adab
- Lugal-Ane-Mundu d'Adab: Noranta anys

"Llavors Adab va ser derrotada i la reialesa va passar a Mari".

## Mari
- Anbu de Mari: Trenta anys
- Anba de Mari: Disset anys
- Bazi de Mari: Trenta anys
- Zizi de Mari: Vint anys
- Limer de Mari: Trenta anys
- Sharrum-Iter de Mari: Nou anys

"Llavors Mari va ser derrotada i la reialesa va passar a Kish".

## Tercera dinastia de Kish
- Kug-Baba de Kish: Cent anys (Kug-Baba és l'única dona a la llista de reis)

"Llavors Kix va ser derrotada i la reialesa va passar a Akshak".

## Akxak
- Unzi d'Akxak: Trenta anys
- Undalulu d'Akxak: Sis anys
- Urur d'Akxak: Sis anys
- Puzur-Nirah d'Akxak: Vint anys
- Ishu-Il d'Akxak: 24 anys
- Shu-Sin d'Akxak: Set anys

"Llavors Akxak va ser derrotada i la reialesa va passar a Kish".

## Quarta dinastia de Kish
- Puzur Sin de Kish: Vint-i-cinc anys
- Ur-Zababa de Kish: 400 (6?) anys
- Zimudar de Kish: Trenta anys
- Ussi-Watar de Kish: Set anys
- Eshtar-Muti de Kish: 11 anys
- Ishme-Shamash de Kish: 11 anys
- Shu-Ilishu de Kish: Quinze anys
- Nanniya de Kish, el joier: 7 anys.

"Llavors Kish va ser derrotada i la reialesa va passar a Unug (Uruk)".

## Tercera dinastia d'Uruk
- Lugal-Zage-Si d'Unug: Vint-i-cinc anys (2259 aC–2235 aC a la cronologia mínima) derrota a Lagash.

## Accad
- Sargon, coper d'Ur-Zababa, rei d'Agade, que va construir la ciutat: 56 anys (ca. 2235 aC cronologia mínima)
- Rimuix d'Accad, fill de Sargon: Nou anys
- Man-Ishtishu, germà gran de Rimush: Quinze anys
- Naram-Sin d'Accàdia, fill de Man-Ishtishu: 56 anys
- Shar-Kali-Sharri, fill de Naram-Sin: 25 anys

"Qui va ser rei? Qui no va ser rei?"
- Irgigi, Imi, Nanum, Ilulu: els quatre alhora governaren per tres anys
- Dudu: 21 anys (possible fill de Shar-Kali-Sharri)
- Shu-Durul, fill de Dudu: Quinze anys

"Llavors Agade (Accad) va ser derrotada i la reialesa va passar a Unug (Uruk)".

## Quarta dinastia d'Uruk
Probablement governaren la Baixa Mesopotàmia simultàniament amb la dinastia d'Akkad.
- Ur-Ningin d'Unug: Set anys
- Ur-Gigir d'Unug: Sis anys
- Kuda d'Unug: Sis anys
- Puzur-Ili d'Unug: Cinc anys
- Ur-Utu (o Lugal-Melem) d'Unug: Vint-i-cinc anys

"Llavors Unug (Uruk) va ser derrotada i la reialesa va passar a l'exèrcit dels Guti".

## Període guti
"A l'exèrcit dels gutis els primers reis no són coneguts; tenien reis propis que governaven per tres anys"
- Inkixuix de Gutium: Sis anys
- Sarlabag de Gutium: Sis anys
- Xulme (o Iarlagaix) de Gutium: Sis anys
- Elulmeix (o Elulu) de Gutium: Sis anys
- Inimabakesh (o Duga) de Gutium: Cinc anys
- Igeshaush (o Ilu-An) de Gutium: Sis anys
- Iarlabag de Gutium: Tres anys
- Ibate de Gutium: Tres anys
- Yarla de Gutium: Tres anys
- Kurum de Gutium: 1 any
- Apil-Kin de Gutium: Tres anys
- La-Erabum de Gutium: Dos anys
- Irarum de Gutium: Dos anys
- Ibranum de Gutium: 1 any
- Hablum de Gutium: 2 anys
- Puzur-Sin de Gutium: Set anys
- Iarlaganda de Gutium: Set anys
- Si'um de Gutium: Set anys
- Tirigan de Gutium: 40 dies

## Uruk
- Utu-hengal d'Unug, expulsa els Guti

## Tercera dinastia d'Ur
"Renaixença sumèria"
- Ur-Nammu d'Urim: 18 anys governa cap al 2065 aC–2047 aC a la cronologia mínima
- Xulgi: 46 anys governa cap 2047 aC–1999 aC a la cronologia mínima
- Amar-Sina d'Urim: 9 anys
- Xu-Sin d'Urim: Nou anys
- Ibbi-Sin d'Urim: 24 anys

"Llavors Urim(Ur) va ser derrotada i la reialesa va passar a Isin"

## Dinastia d'Isin
Estat amorrita independent a la Baixa Mesopotàmia. La dinastia acaba cap al 1730 aC a la cronologia mínima.
- Ishbi-Erra d'Isin: 33 anys
- Shu-ilishu d'Isin: Vint anys
- Iddin-Dagan d'Isin: Vint anys
- Ishme-Dagan d'Isin: Vint anys
- Lipit-Eshtar d'Isin: 11 anys
- Ur-Ninurta d'Isin (fill d'Ishkur): 28 anys
- Bur-Sin d'Isin: Cinc anys
- Lipit-Enlil d'Isin: Cinc anys
- Erra-Imitti d'Isin: 8 anys
- Enlil-Bani d'Isin: 24 anys
- Zambiya d'Isin: Tres anys
- Iter-Pisha d'Isin: 4 anys
- Ur-Dul-Kuga d'Isin: 4 anys
- Sin-Magir d'Isin: 11 anys
- Damiq-ilishu d'Isin: 23 anys (no consta en totes les llistes)

"Són 11 ciutats des d'on es va exercir la reialesa. Un total de 134 reis (o 139) que en conjunt van regnar més de 28876 anys".